# Avenida Paseo Pie Andino
La Avenida Paseo Pie Andino o también llamada en algunos segmentos como Camino Juan Pablo II es una arteria vial que atraviesa las comunas chilenas de Lo Barnechea y Colina, en Santiago. Su odónimo se debe a que es una ruta pensada en estilo de bulevar que se encuentra en los límites del Gran Santiago hacia la cordillera de los Andes, bordeando en gran parte el Cerro 18 desde el costado poniente y el sector precordillerano de El Arrayán hacia el oriente. 

## Historia
La avenida fue ideada como una solución para conectar de forma directa y expedita el sector de La Dehesa, en Lo Barnechea, con el de Piedra Roja en Chicureo, comuna de Colina, en un área de constante desarrollo urbano y conurbación con el resto de la metrópoli, con viviendas en condominios privados que tienen un precio más alto que el promedio de la Región Metropolitana. La obra de camino asfaltado fue financiada por el empresario inmobiliario José Rabat e inaugurada en 2003 como un camino privado, siendo comprada una década más tarde y puesta como una vía pública por el Ministerio de Obras Públicas de Chile (MOP). Por la naturaleza accidentada del espacio geográfico por donde atraviesa esta ruta, fue diseñada de manera zigzagueante, con zonas rurales destinadas a la preservación ecológica. Es por esta razón que mediante un dictamen emitido por la Contraloría General de la República de Chile en octubre de 2020 y que fue requerido por los vecinos del sector en coordinación con las autoridades locales, dictaminó que dichas áreas deben ser consideradas como «áreas colocadas bajo protección oficial» al interior del Plan Regulador Metropolitano de Santiago (PRMS), lo que se traduce en consideraciones especiales para evitar una edificación masiva e invasiva en el sector y sentó un precedente en el ámbito medioambiental.
En 2019 fueron inauguradas en la avenida las esculturas Equilibrios de Pie Andino, obra de la escultora chilena Marcela Romagnoli, las cuales forman parte de la Ruta de las Esculturas de la Municipalidad de Lo Barnechea.